# Il concerto (album)
Il concerto, è il quarto album di Alessio, del 2007, ed è il suo primo album live. È stato pubblicato sia su CD che su DVD

## Tracce CD
1. Dimmelo – 3:24
2. 20 dicembre – 4:46
3. Sogni ancora ad occhi aperti – 4:07
4. Bella – 4:00
5. Pe 'e viche e Napule – 3:24
6. Diciott'anne – 3:38
7. Io te voglio bene – 3:53
8. 'Na storia fernuta – 4:17
9. 'O primmo ammore – 4:43

## Tracce DVD
1. Bella
2. Pe 'e viche e Napule
3. Diciott'anne
4. Io te voglio bene
5. Lassalo
6. Riproviamo ancora
7. Chisà se tornerà
8. Che male facimme
9. Sensazioni al telefono
10. Loro
11. SMS
12. 20 dicembre
13. Ce suoffre ancora
14. 'Na storia fernuta
15. Buon compleanno
16. O primmo ammore
17. Pronto ammore mio
18. Ma si vene stasera